# ФК Борац Сакуле
Фудбалски клуб Борац је српски фудбалски клуб из Сакула. Тренутно се такмичи у Српској лиги Војводина, трећем такмичарском нивоу српског фудбала.

## Историја
Клуб је основан 1927. године.

## Новији резултати
| Сезона   | Ранг | Лига                   | Позиција | ИГ | Д  | Н | П  | ГД | ГП | ГР  | Бод | Куп                  |
| -------- | ---- | ---------------------- | -------- | -- | -- | - | -- | -- | -- | --- | --- | -------------------- |
| 2011/12. | 5    | ПФЛ Панчево            | 2.       | 30 | 16 | 7 | 7  | 58 | 33 | +25 | 55  | Није се квалификовао |
| 2012/13. | 5    | ПФЛ Панчево            | 2.       | 30 | 20 | 4 | 6  | 55 | 26 | +29 | 64  | Није се квалификовао |
| 2013/14. | 4    | Војвођанска лига Исток | 11.      | 30 | 11 | 5 | 14 | 41 | 45 | -4  | 38  | Није се квалификовао |
| 2014/15. | 4    | Банатска зона          | 2.       | 30 | 15 | 3 | 12 | 55 | 42 | +13 | 48  | Није се квалификовао |
| 2015/16. | 3    | Српска лига Војводина  | 12.      | 30 | 11 | 3 | 16 | 46 | 46 | 0   | 36  | Није се квалификовао |
| 2016/17. | 3    | Српска лига Војводина  | 4.       | 28 | 12 | 9 | 7  | 46 | 35 | +11 | 45  | Није се квалификовао |
| 2017/18. | 3    | Српска лига Војводина  | 5.       | 30 | 13 | 6 | 11 | 44 | 39 | +5  | 45  | Није се квалификовао |
| 2018/19. | 3    | Српска лига Војводина  | 9.       | 32 | 13 | 3 | 16 | 40 | 43 | -3  | 42  | Није се квалификовао |
| 2019/20. | 3    | Српска лига Војводина  | 12.      | 17 | 5  | 4 | 8  | 19 | 32 | -13 | 19  | Није се квалификовао |

## Познатији играчи
- Лазар Милошев